# Lecanoromycetes
Lecanoromycetes é a maior das classes de fungos liquenizados. Pertence ao subfilo Pezizomycotina no filo Ascomycota. Os ascos de Lecanoromycetes na maioria dos casos libertam os esporos por deiscência rostrada.
Na classificação adotada pelo The Tree of Life Web Project e Myconet definem-se três subclasses e dez ordens de Lecanoromycetes:
- subclasse Acarosporomycetidae
  - ordem Acarosporales
- subclasse Ostropomycetidae
  - ordem Agyriales
  - ordem Baeomycetales
  - ordem Ostropales
  - ordem Pertusariales
- subclasse Lecanoromycetidae
  - ordem Lecanorales
  - ordem Peltigerales
  - ordem Teloschistales
- incertae sedis
  - ordem Candelariales
  - ordem Umbilicariales